# Аристофон
Аристофон (на старогръцки: Αριστοφών) е древногръцки художник от средата на класическия V век пр. Хр.

## Биография
Аристофон е роден на остров Тасос и е син и ученик на художника Аглаофон. Брат му Полигнот Тасоски също е художник. Плиний Стари споменава Аристофон, като го поставя при художниците от втори ранг, отбелязвайки две негови творби - „Анкей, ранен от глиган и оплакван от майка му Астипалея“ и картина, включваща Приам, Одисей, Елена Троянска, Деифоб, Долон и Кредулит.
Плутарх посочва Аристофон като автор на картината „Алкивиад в обятията на Немея“, но според Атеней тя е дело на Аглаофон.